# Смолич, Николай Васильевич
Николай Васильевич Смо́лич (укр. Микола Васильович Смолич; 1888, Санкт-Петербург — 1968, Москва) — советский российский и украинский актёр, театральный режиссёр, педагог. Народный артист СССР (1944).

## Биография
Николай Смолич родился 12 (24) июня 1888 года (на надгробном памятнике указана дата рождения — 28 июня 1888) в Санкт-Петербурге.
В 1905—1908 годах учился на историко-филологическом факультете Санкт-Петербургского университета. В 1911 году окончил Драматические курсы Императорского театрального училища при Императорских театрах в Санкт-Петербурге (ныне Российский государственный институт сценических искусств, педагоги С. И. Яковлев, В. Н. Давыдов).
В 1911—1917 годах — актёр, с 1916 — режиссёр Александринского театра. После 1917 года входил во Временный комитет, возглавлявший работу театра, в 1920 году был назначен руководителем художественной части. С 1922 года одновременно работал оперным режиссёром Государственного театра оперы и балета (ныне Мариинский театр).
В 1924—1930 годах — художественный руководитель и директор Малого оперного театра (ныне Михайловский театр) (все — в Санкт-Петербурге).
В 1930—1938 годах — главный режиссёр, в 1947—1948 — режиссёр Большого театра (Москва).
В 1938—1947 годах — главный режиссёр, позже директор и художественный руководитель Киевского театра оперы и балета им. Т. Шевченко (в годы войны театр находился в эвакуации в Уфе, затем в Иркутске).
Ставил спектакли в Витебском губернском показательном театре, Ленинградском театре музыкальной комедии, Московском театре оперетты, Грузинском театре оперы и балета им. З. Палиашвили (Тбилиси), Армянском театре оперы и балета им. А. Спендиарова (Ереван), Музыкально-драматическом театре Карельской АССР (Петрозаводск).
В 1961—1963 годы преподавал в Московской консерватории им. П. Чайковского.
Член ВКП(б) с 1946 года.
Скончался 31 июля 1968 года в Москве. Похоронен в Киеве на Байковом кладбище рядом с сыном.

### Семья
- Сын — Дмитрий Николаевич Смолич (1919—1987) — оперный режиссёр. Народный артист СССР (1979)[3].

## Звания и награды
- Народный артист Украинской ССР
- Народный артист СССР (1944)
- Орден Трудового Красного Знамени (1959)
- Медаль «За доблестный труд в Великой Отечественной войне 1941—1945 гг.»
- Медали

## Творчество

### Роли в театре

#### Александринский театр
- «Недоросль» Д. И. Фонвизина — Митрофан
- «Преступление и наказание» по Ф. М. Достоевскому — Раскольников
- «Царь Фёдор Иоаннович» А. К. Толстого — царь Фёдор Иоаннович
- «Ревизор» Н. В. Гоголя — Хлестаков

### Постановки в театре

#### Александринский театр
- 1918 — «Декабрист» П. П. Гнедича
- 1918, 1924 — «Женитьба Фигаро» П. О. Бомарше
- 1918 — «Над землёй» Т. А. Майской (совм. с И. А. Стравинской)
- 1920 — «Шут Тантрис» Э. Хардта
- 1920 — «Заговор Фиеско в Генуе» Ф. Шиллера
- 1922 — «Эльга» Г. Гауптмана
- 1922 — «Посадник» А. К. Толстого
- 1922 — «Король комических поэтов» П. Феррари
- 1923 — «Торжество в Венеции» Н. В. Смолича
- 1923 — «Царь Фёдор Иоаннович» А. К. Толстого
- 1923 — «Канцлер и слесарь» А. В. Луначарского

#### Государственный театр оперы и балета
- 1923 — «Травиата» Дж. Верди
- 1924 — «Севильский цирюльник» Дж. Россини
- 1935, 1951 — «Гугеноты» Дж. Мейербера
- 1949 — «Фауст» Ш. Гуно
- 1950 — «Кармен» Ж. Бизе

#### Малый оперный театр
- 1923 — «Золотой петушок» Н. А. Римского-Корсакова
- 1923 — «Там, где жаворонок поёт» Ф. Легара
- 1924 — «Испанский соловей» Л. Фалля
- 1925 — «Жёлтая кофта» Ф. Легара
- 1927 — «Прыжок через тень» Э. Кшенека
- 1928 — «Джонни наигрывает» Э. Кшенека
- 1928 — «Снегурочка» Н. А. Римского-Корсакова
- 1930 — «Нос» Д. Д. Шостаковича
- 1934 — «Катерина Измайлова» Д. Д. Шостаковича
- 1937 — «Евгений Онегин» П. И. Чайковского
- 1935 — «Именины» В. В. Желобинского
- 1948 — «Разбойники» Ж. Оффенбаха
- 1949 — «Свадьба Кречинского» А. Ф. Пащенко
- 1951 — «Суворов» С. Н. Василенко
- 1952 — «Сорочинская ярмарка» М. П. Мусоргского
- 1953 — «Зачарованный замок» («Страшный двор») С. Монюшко
- 1954 — «Дон Паскуале» Г. Доницетти
- 1955 — «Дон Карлос» Дж. Верди

#### Большой театр
- 1931 — «Загмук» А. А. Крейна
- 1931 — «Руслан и Людмила» М. И. Глинки
- 1931 — «Пиковая дама» П. И. Чайковского
- 1932 — «Отелло» Дж. Верди
- 1936 — «Тихий Дон» И. И. Дзержинского

#### Киевский театр оперы и балета им. Т. Шевченко
- 1939 — «Перекоп» Ю. С. Мейтуса, Вс. П. Рыбальченко, М. Д. Тица
- 1940 — «Шевченко» («1847 год») В. Я. Йориша
- 1941 — «Корневильские колокола» Р. Планкета
- 1941, 1947 — «Тарас Бульба» Н. В. Лысенко
- 1943 — «Евгений Онегин» П. И. Чайковского
- 1947 — «Честь» Г. Л. Жуковского

#### Другие театры
- 1932 — «Пиковая дама» П. И. Чайковского (Грузинский театр оперы и балета имени З. П. Палиашвили, Тбилиси)
- 1934 — «Аида» Дж. Верди (Грузинский театр оперы и балета имени З. П. Палиашвили, Тбилиси)
- 1949 — «Мазепа» П. И. Чайковского (Армянский академический театр оперы и балета им. А. Спендиарова, Ереван)
- 1950 — «Кето и Котэ» В. И. Долидзе и В. И. Мурадели (Ленинградский театр музыкальной комедии)
- 1959 — «Кумоха» Р. С. Пергамента (Музыкально-драматический театр Карельской АССР, Петрозаводск)
- 1949 — «Галька» С. Монюшко
- 1951 — «Боккаччо» Ф. фон Зуппе

## Память
- В 1992 году, в Киеве, на доме по улице Пушкинской, 20, где в 1938—1947 годах жил режиссёр, установлена бронзовая мемориальная доска (барельеф; скульптор О. Родионов, архитектор Д. Антонюк).